# Cnesmocarpon
Cnesmocarpon es un género de 4 especies de árboles de la selva tropical conocidos por la ciencia, que forman parte de la familia de plantas Sapindaceae, tribu Cupanieae.
Éstos árboles crecen naturalmente en las selvas tropicales de Nueva Guinea y el noreste de Queensland, Australia. 

## Especies
- Cnesmocarpon dasyantha (Radlk.) Adema, Tamarindo rosado – Australia, Nueva Guinea

Sinónimos: basónimo: Guioa dasyantha Radlk. ; Jagera dasyantha (Radlk.) S.T.Reynolds ; Jagera discolor S.T.Reynolds
- Cnesmocarpon dentata Adema, – Nueva Guinea
- Cnesmocarpon discoloroides Adema, – Nueva Guinea
- Cnesmocarpon montana Adema, – Nueva Guinea